# I Gotta Feeling
I Gotta Feeling is een nummer van The Black Eyed Peas. Het werd uitgebracht als tweede single van het vijfde studioalbum The E.N.D., de tussentijdse promotiereleases op de Amerikaanse iTunes niet meegeteld. De single ging 21 mei 2009 in première en is een van de best presterende singles van de band, door in ruim tien landen de nummer 1-positie te bereiken.

## Achtergrondinformatie
In het nummer zet de groep de electropopstijl voort die begon bij de vorige single Boom Boom Pow. Dit nummer gaat echter verder de dancekant op, mede dankzij de invloed van de Franse house-dj David Guetta die als medeproducer staat vermeld naast will.i.am van de groep zelf. De invloeden uit Guetta's Love is Gone zijn dan ook duidelijk te horen in het nummer. Daarnaast bestaan er verschillende remixen van Guetta, waaronder de David Guetta's Electro Hop Remix, de David Guetta Remix en de FMIF Remix, waarbij de laatste op Guetta's album One Love staat. De Nederlandse releasedatum was in juli.
De "woo-hoo"-lijn in het nummer is gesampled uit het einde van "Every Breath You Take" van The Police, en de melodie van het nummer werd geïnspireerd door "I'll Go Crazy If I Don't Go Crazy Tonight" van U2. Dat nummer heeft Will.i.am ook mede geproduceerd.

## Videoclip
Een niet afgemaakte versie van de videoclip lekte op 29 mei 2009. De uiteindelijke definitieve versie werd op 2 juli uitgebracht. Er bestaan twee versies van de clip, een ongecensureerde en een gecensureerde. De clip begint op Hollywood Boulevard en mensen worden in beeld gebracht die zichzelf klaar maken voor een feest. Het feest is in het huis van will.i.am en er zijn beelden van vele zoenende, dansende en drinkende mensen, afgewisseld met enkele slowmotionbeelden. In deze videoclip zijn onder andere Kid Cudi, David Guetta en Katy Perry te zien. Er wordt gespeeld met fluorescerend verf.

## Tracklist

### Australische cd-single
1. "I Gotta Feeling" (Radio Edit) - 04:06
2. "Boom Boom Guetta (David Guetta's Electro Hop Remix)" - 04:01

### Promo-cd
1. "I Gotta Feeling" (Radio Edit) - 04:06
2. "I Gotta Feeling" (Album Version) - 04:49

## Commercieel succes
In de Amerikaanse Billboard Hot 100 stootte het nummer Boom Boom Pow, ook van The Black Eyed Peas, af van de eerste plek en maakte een eind aan een heersperiode van twaalf weken. Het is hiermee de tweede single van de groep dat de Amerikaanse lijst topt. Het nummer heeft in totaal veertien weken op de koppositie in de Billboard Hot 100 gestaan. Ook in landen als Australië, Canada, Ierland, Israël, de Nederlandse Top 40, Nieuw-Zeeland, Oostenrijk, Slowakije, het Verenigd Koninkrijk, Vlaanderen en Wallonië bereikte het de eerste plek. In Nederland werd het verkozen tot Alarmschijf en debuteerde het op de 22ste positie, om vervolgens door te stijgen naar de top 10 en daarna richting nummer 1. In de Single Top 100 heeft het 108 weken onafgebroken genoteerd gestaan, waardoor het de langstgenoteerde single werd in de Nederlandse hitgeschiedenis. Op 4 juli 2009 kwam het in de verkooplijst binnen; in november 2010 stond het nummer nog een week op de tiende plaats. Na 108 weken is het nummer uit de Single Top 100 verdwenen nadat de platenmaatschappij het nummer teruggetrokken had voor een hitlijstnotering. Het record raakte The Black Eyed Peas in november 2014 kwijt toen Let Her Go van Passenger nog langer genoteerd stond.
In het Verenigd Koninkrijk debuteerde het nummer op de zeventigste positie en klom langzaam naar de eerste positie, waar het na een week werd verstoten door Never Leave You van Tinchy Stryder en Amelle Berrabah. I Gotta Feeling hernam deze positie de week erop en werd weer na een week verslagen door het eveneens door David Guetta geproduceerde Sexy Bitch van Guetta en Akon.

## Hitnoteringen

### Nederlandse Top 40
| Hitnotering: 11-07-2009 t/m 02-01-2010 | Hitnotering: 11-07-2009 t/m 02-01-2010 | Hitnotering: 11-07-2009 t/m 02-01-2010 | Hitnotering: 11-07-2009 t/m 02-01-2010 | Hitnotering: 11-07-2009 t/m 02-01-2010 | Hitnotering: 11-07-2009 t/m 02-01-2010 | Hitnotering: 11-07-2009 t/m 02-01-2010 | Hitnotering: 11-07-2009 t/m 02-01-2010 | Hitnotering: 11-07-2009 t/m 02-01-2010 | Hitnotering: 11-07-2009 t/m 02-01-2010 | Hitnotering: 11-07-2009 t/m 02-01-2010 | Hitnotering: 11-07-2009 t/m 02-01-2010 | Hitnotering: 11-07-2009 t/m 02-01-2010 | Hitnotering: 11-07-2009 t/m 02-01-2010 | Hitnotering: 11-07-2009 t/m 02-01-2010 |
| Week:                                  | 1                                      | 2                                      | 3                                      | 4                                      | 5                                      | 6                                      | 7                                      | 8                                      | 9                                      | 10                                     | 11                                     | 12                                     | 13                                     | 14                                     |
| -------------------------------------- | -------------------------------------- | -------------------------------------- | -------------------------------------- | -------------------------------------- | -------------------------------------- | -------------------------------------- | -------------------------------------- | -------------------------------------- | -------------------------------------- | -------------------------------------- | -------------------------------------- | -------------------------------------- | -------------------------------------- | -------------------------------------- |
| Positie:                               | 22                                     | 9                                      | 3                                      | 3                                      | 1                                      | 1                                      | 2                                      | 2                                      | 2                                      | 3                                      | 3                                      | 3                                      | 6                                      | 6                                      |
| Week:                                  | 15                                     | 16                                     | 17                                     | 18                                     | 19                                     | 20                                     | 21                                     | 22                                     | 23                                     | 24                                     | 25                                     | 26                                     |                                        |                                        |
| Positie:                               | 6                                      | 8                                      | 8                                      | 8                                      | 8                                      | 13                                     | 21                                     | 21                                     | 21                                     | 28                                     | 31                                     | 40                                     | uit                                    |                                        |

### Mega Top 50
Hitnotering: week 31 2009 t/m week 7 2010. Hoogste notering: #2 (3 weken).

### B2B Single Top 100
| Hitnotering: 04-07-2009 t/m 23-07-2011 | Hitnotering: 04-07-2009 t/m 23-07-2011 | Hitnotering: 04-07-2009 t/m 23-07-2011 | Hitnotering: 04-07-2009 t/m 23-07-2011 | Hitnotering: 04-07-2009 t/m 23-07-2011 | Hitnotering: 04-07-2009 t/m 23-07-2011 | Hitnotering: 04-07-2009 t/m 23-07-2011 | Hitnotering: 04-07-2009 t/m 23-07-2011 | Hitnotering: 04-07-2009 t/m 23-07-2011 | Hitnotering: 04-07-2009 t/m 23-07-2011 | Hitnotering: 04-07-2009 t/m 23-07-2011 | Hitnotering: 04-07-2009 t/m 23-07-2011 | Hitnotering: 04-07-2009 t/m 23-07-2011 | Hitnotering: 04-07-2009 t/m 23-07-2011 | Hitnotering: 04-07-2009 t/m 23-07-2011 | Hitnotering: 04-07-2009 t/m 23-07-2011 | Hitnotering: 04-07-2009 t/m 23-07-2011 | Hitnotering: 04-07-2009 t/m 23-07-2011 | Hitnotering: 04-07-2009 t/m 23-07-2011 | Hitnotering: 04-07-2009 t/m 23-07-2011 | Hitnotering: 04-07-2009 t/m 23-07-2011 | Hitnotering: 04-07-2009 t/m 23-07-2011 | Hitnotering: 04-07-2009 t/m 23-07-2011 |
| Week:                                  | 1                                      | 2                                      | 3                                      | 4                                      | 5                                      | 6                                      | 7                                      | 8                                      | 9                                      | 10                                     | 11                                     | 12                                     | 13                                     | 14                                     | 15                                     | 16                                     | 17                                     | 18                                     | 19                                     | 20                                     | 21                                     | 22                                     |
| -------------------------------------- | -------------------------------------- | -------------------------------------- | -------------------------------------- | -------------------------------------- | -------------------------------------- | -------------------------------------- | -------------------------------------- | -------------------------------------- | -------------------------------------- | -------------------------------------- | -------------------------------------- | -------------------------------------- | -------------------------------------- | -------------------------------------- | -------------------------------------- | -------------------------------------- | -------------------------------------- | -------------------------------------- | -------------------------------------- | -------------------------------------- | -------------------------------------- | -------------------------------------- |
| Positie:                               | 55                                     | 15                                     | 13                                     | 10                                     | 4                                      | 3                                      | 4                                      | 3                                      | 3                                      | 3                                      | 5                                      | 5                                      | 6                                      | 7                                      | 8                                      | 7                                      | 7                                      | 6                                      | 8                                      | 17                                     | 9                                      | 18                                     |
| Week:                                  | 23                                     | 24                                     | 25                                     | 26                                     | 27                                     | 28                                     | 29                                     | 30                                     | 31                                     | 32                                     | 33                                     | 34                                     | 35                                     | 36                                     | 37                                     | 38                                     | 39                                     | 40                                     | 41                                     | 42                                     | 43                                     | 44                                     |
| Positie:                               | 24                                     | 29                                     | 24                                     | 26                                     | 18                                     | 4                                      | 16                                     | 29                                     | 22                                     | 15                                     | 25                                     | 25                                     | 25                                     | 28                                     | 37                                     | 36                                     | 35                                     | 45                                     | 42                                     | 29                                     | 44                                     | 35                                     |
| Week                                   | 45                                     | 46                                     | 47                                     | 48                                     | 49                                     | 50                                     | 51                                     | 52                                     | 53                                     | 54                                     | 55                                     | 56                                     | 57                                     | 58                                     | 59                                     | 60                                     | 61                                     | 62                                     | 63                                     | 64                                     | 65                                     | 66                                     |
| Positie:                               | 33                                     | 48                                     | 40                                     | 29                                     | 32                                     | 25                                     | 21                                     | 19                                     | 31                                     | 38                                     | 36                                     | 28                                     | 25                                     | 27                                     | 35                                     | 34                                     | 43                                     | 37                                     | 44                                     | 51                                     | 40                                     | 36                                     |
| Week                                   | 67                                     | 68                                     | 69                                     | 70                                     | 71                                     | 72                                     | 73                                     | 74                                     | 75                                     | 76                                     | 77                                     | 78                                     | 79                                     | 80                                     | 81                                     | 82                                     | 83                                     | 84                                     | 85                                     | 86                                     | 87                                     | 88                                     |
| Positie:                               | 23                                     | 21                                     | 23                                     | 29                                     | 10                                     | 21                                     | 20                                     | 23                                     | 33                                     | 32                                     | 46                                     | 40                                     | 29                                     | 19                                     | 24                                     | 48                                     | 40                                     | 40                                     | 40                                     | 52                                     | 66                                     | 72                                     |
| Week                                   | 89                                     | 90                                     | 91                                     | 92                                     | 93                                     | 94                                     | 95                                     | 96                                     | 97                                     | 98                                     | 99                                     | 100                                    | 101                                    | 102                                    | 103                                    | 104                                    | 105                                    | 106                                    | 107                                    | 108                                    |                                        |                                        |
| Positie:                               | 73                                     | 74                                     | 58                                     | 71                                     | 74                                     | 61                                     | 64                                     | 67                                     | 61                                     | 58                                     | 70                                     | 57                                     | 42                                     | 57                                     | 57                                     | 60                                     | 66                                     | 61                                     | 64                                     | 63                                     | uit                                    |                                        |

### Vlaamse Ultratop 50
| Hitnotering: (Week 1 t/m 62) 18-07-2009 t/m 18-09-2010 Hitnotering: (Week 63 t/m 66) 20-11-2010 t/m 11-12-2010 Hitnotering: (Week 67 t/m 69) 25-12-2010 t/m 08-01-2011 | Hitnotering: (Week 1 t/m 62) 18-07-2009 t/m 18-09-2010 Hitnotering: (Week 63 t/m 66) 20-11-2010 t/m 11-12-2010 Hitnotering: (Week 67 t/m 69) 25-12-2010 t/m 08-01-2011 | Hitnotering: (Week 1 t/m 62) 18-07-2009 t/m 18-09-2010 Hitnotering: (Week 63 t/m 66) 20-11-2010 t/m 11-12-2010 Hitnotering: (Week 67 t/m 69) 25-12-2010 t/m 08-01-2011 | Hitnotering: (Week 1 t/m 62) 18-07-2009 t/m 18-09-2010 Hitnotering: (Week 63 t/m 66) 20-11-2010 t/m 11-12-2010 Hitnotering: (Week 67 t/m 69) 25-12-2010 t/m 08-01-2011 | Hitnotering: (Week 1 t/m 62) 18-07-2009 t/m 18-09-2010 Hitnotering: (Week 63 t/m 66) 20-11-2010 t/m 11-12-2010 Hitnotering: (Week 67 t/m 69) 25-12-2010 t/m 08-01-2011 | Hitnotering: (Week 1 t/m 62) 18-07-2009 t/m 18-09-2010 Hitnotering: (Week 63 t/m 66) 20-11-2010 t/m 11-12-2010 Hitnotering: (Week 67 t/m 69) 25-12-2010 t/m 08-01-2011 | Hitnotering: (Week 1 t/m 62) 18-07-2009 t/m 18-09-2010 Hitnotering: (Week 63 t/m 66) 20-11-2010 t/m 11-12-2010 Hitnotering: (Week 67 t/m 69) 25-12-2010 t/m 08-01-2011 | Hitnotering: (Week 1 t/m 62) 18-07-2009 t/m 18-09-2010 Hitnotering: (Week 63 t/m 66) 20-11-2010 t/m 11-12-2010 Hitnotering: (Week 67 t/m 69) 25-12-2010 t/m 08-01-2011 | Hitnotering: (Week 1 t/m 62) 18-07-2009 t/m 18-09-2010 Hitnotering: (Week 63 t/m 66) 20-11-2010 t/m 11-12-2010 Hitnotering: (Week 67 t/m 69) 25-12-2010 t/m 08-01-2011 | Hitnotering: (Week 1 t/m 62) 18-07-2009 t/m 18-09-2010 Hitnotering: (Week 63 t/m 66) 20-11-2010 t/m 11-12-2010 Hitnotering: (Week 67 t/m 69) 25-12-2010 t/m 08-01-2011 | Hitnotering: (Week 1 t/m 62) 18-07-2009 t/m 18-09-2010 Hitnotering: (Week 63 t/m 66) 20-11-2010 t/m 11-12-2010 Hitnotering: (Week 67 t/m 69) 25-12-2010 t/m 08-01-2011 | Hitnotering: (Week 1 t/m 62) 18-07-2009 t/m 18-09-2010 Hitnotering: (Week 63 t/m 66) 20-11-2010 t/m 11-12-2010 Hitnotering: (Week 67 t/m 69) 25-12-2010 t/m 08-01-2011 | Hitnotering: (Week 1 t/m 62) 18-07-2009 t/m 18-09-2010 Hitnotering: (Week 63 t/m 66) 20-11-2010 t/m 11-12-2010 Hitnotering: (Week 67 t/m 69) 25-12-2010 t/m 08-01-2011 | Hitnotering: (Week 1 t/m 62) 18-07-2009 t/m 18-09-2010 Hitnotering: (Week 63 t/m 66) 20-11-2010 t/m 11-12-2010 Hitnotering: (Week 67 t/m 69) 25-12-2010 t/m 08-01-2011 | Hitnotering: (Week 1 t/m 62) 18-07-2009 t/m 18-09-2010 Hitnotering: (Week 63 t/m 66) 20-11-2010 t/m 11-12-2010 Hitnotering: (Week 67 t/m 69) 25-12-2010 t/m 08-01-2011 | Hitnotering: (Week 1 t/m 62) 18-07-2009 t/m 18-09-2010 Hitnotering: (Week 63 t/m 66) 20-11-2010 t/m 11-12-2010 Hitnotering: (Week 67 t/m 69) 25-12-2010 t/m 08-01-2011 | Hitnotering: (Week 1 t/m 62) 18-07-2009 t/m 18-09-2010 Hitnotering: (Week 63 t/m 66) 20-11-2010 t/m 11-12-2010 Hitnotering: (Week 67 t/m 69) 25-12-2010 t/m 08-01-2011 | Hitnotering: (Week 1 t/m 62) 18-07-2009 t/m 18-09-2010 Hitnotering: (Week 63 t/m 66) 20-11-2010 t/m 11-12-2010 Hitnotering: (Week 67 t/m 69) 25-12-2010 t/m 08-01-2011 | Hitnotering: (Week 1 t/m 62) 18-07-2009 t/m 18-09-2010 Hitnotering: (Week 63 t/m 66) 20-11-2010 t/m 11-12-2010 Hitnotering: (Week 67 t/m 69) 25-12-2010 t/m 08-01-2011 | Hitnotering: (Week 1 t/m 62) 18-07-2009 t/m 18-09-2010 Hitnotering: (Week 63 t/m 66) 20-11-2010 t/m 11-12-2010 Hitnotering: (Week 67 t/m 69) 25-12-2010 t/m 08-01-2011 | Hitnotering: (Week 1 t/m 62) 18-07-2009 t/m 18-09-2010 Hitnotering: (Week 63 t/m 66) 20-11-2010 t/m 11-12-2010 Hitnotering: (Week 67 t/m 69) 25-12-2010 t/m 08-01-2011 | Hitnotering: (Week 1 t/m 62) 18-07-2009 t/m 18-09-2010 Hitnotering: (Week 63 t/m 66) 20-11-2010 t/m 11-12-2010 Hitnotering: (Week 67 t/m 69) 25-12-2010 t/m 08-01-2011 | Hitnotering: (Week 1 t/m 62) 18-07-2009 t/m 18-09-2010 Hitnotering: (Week 63 t/m 66) 20-11-2010 t/m 11-12-2010 Hitnotering: (Week 67 t/m 69) 25-12-2010 t/m 08-01-2011 | Hitnotering: (Week 1 t/m 62) 18-07-2009 t/m 18-09-2010 Hitnotering: (Week 63 t/m 66) 20-11-2010 t/m 11-12-2010 Hitnotering: (Week 67 t/m 69) 25-12-2010 t/m 08-01-2011 | Hitnotering: (Week 1 t/m 62) 18-07-2009 t/m 18-09-2010 Hitnotering: (Week 63 t/m 66) 20-11-2010 t/m 11-12-2010 Hitnotering: (Week 67 t/m 69) 25-12-2010 t/m 08-01-2011 |
| Week: | 1 | 2 | 3 | 4 | 5 | 6 | 7 | 8 | 9 | 10 | 11 | 12 | 13 | 14 | 15 | 16 | 17 | 18 | 19 | 20 | 21 | 22 | 23 | 24 |
| --- | --- | --- | --- | --- | --- | --- | --- | --- | --- | --- | --- | --- | --- | --- | --- | --- | --- | --- | --- | --- | --- | --- | --- | --- |
| Positie: | 36 | 10 | 2 | 1 | 1 | 1 | 1 | 1 | 1 | 1 | 1 | 2 | 4 | 3 | 3 | 4 | 4 | 5 | 7 | 10 | 11 | 12 | 8 | 14 |
| Week: | 25 | 26 | 27 | 28 | 29 | 30 | 31 | 32 | 33 | 34 | 35 | 36 | 37 | 38 | 39 | 40 | 41 | 42 | 43 | 44 | 45 | 46 | 47 | 48 |
| Positie: | 9 | 8 | 13 | 15 | 11 | 14 | 12 | 14 | 17 | 22 | 28 | 29 | 38 | 47 | 21 | 21 | 26 | 35 | 33 | 25 | 25 | 16 | 19 | 17 |
| Week | 49 | 50 | 51 | 52 | 53 | 54 | 55 | 56 | 57 | 58 | 59 | 60 | 61 | 62 | | 63 | 64 | 65 | 66 | | 67 | 68 | 69 | |
| Positie: | 12 | 7 | 21 | 26 | 27 | 22 | 20 | 24 | 27 | 29 | 29 | 39 | 43 | 45 | uit | 42 | 42 | 43 | 44 | uit | 44 | 44 | 33 | uit |

### NPO Radio 2 Top 2000
| Nummer met noteringen in de NPO Radio 2 Top 2000 | '11 | '12 | '13 | '14 | '15 | '16 | '17 | '18 | '19 | '20 | '21 | '22 | '23 | '24 |
| ------------------------------------------------ | --- | --- | --- | --- | --- | --- | --- | --- | --- | --- | --- | --- | --- | --- |
| I Gotta Feeling                                  | 188 | 369 | 365 | 402 | 677 | 846 | 843 | 677 | 736 | 609 | 573 | 752 | 866 | 922 |

1. ↑  Een vetgedrukt getal geeft de hoogste notering aan.
2. ↑  2011 was het eerste jaar met een notering voor dit nummer.

## 3FM
Tijdens het radioprogramma destijds van Sander Hoogendoorn en Frank van der Lende op 3FM, werd de ontdekking gedaan dat het achteruit afspelen van de lied titel "I Gotta Feeling" de naam van de Nederlandse actrice "Nelly Frijda" oplevert. Om zeker te zijn, heeft de radio-dj enkele luisteraars gevraagd "Nelly Frijda" uit te spreken. Dit weer achteruit gedraaid kwam uit op "I Gotta Feeling".

## Trivia
- Dit nummer wordt in 2021 gebruikt als intromuziek voor het RTL 4-programma Chantals Pyjama Party.

Will.i.am · Apl.de.ap · Taboo · Fergie